# Fernando do Carmo
Fernando de Almeida do Carmo († 7. Dezember 1975 in Dili, Osttimor) war ein Politiker und Freiheitskämpfer aus Osttimor und Mitglied der Partei FRETILIN.

## Werdegang
Carmo war in der Kolonialzeit höherer Unteroffizier in der portugiesischen Armee. Als der Bürgerkrieg in Osttimor 1975 ausbrach, wurde er stellvertretender Kommandant der FALINTIL, dem militärischen Armee der linksorientierten Partei FRETILIN, die als Sieger aus den Kämpfen hervorging. Carmo war auch Mitglied des Zentralkomitees der FRETILIN (CCF).
Am 28. November 1975 rief die FRETILIN einseitig die Unabhängigkeit Osttimors von Portugal aus. Indonesien hatte zu diesem Zeitpunkt bereits begonnen, die Grenzgebiete zu besetzen. Carmo wurde in der Regierung zum Vizeminister für Information, Inneres und Sicherheit ernannt. Da Rogério Lobato, Verteidigungsminister und Kommandeur der FALINTIL, Osttimor kurz darauf verließ, um Unterstützung für die neue Republik im Ausland zu gewinnen, übernahm Carmo das Kommando der FALINTIL.
Am 7. Dezember begann Indonesien, mit dem Angriff auf die Hauptstadt Dili, mit der offenen Invasion Osttimors. Carmo geriet noch am selben Tag in einen indonesischen Hinterhalt, als er auf der Fahrt war, den australischen Journalisten Roger East aus dem Hotel Turismo zu retten. In Unterzahl und waffentechnisch unterlegen, starb er im Nahkampf mit den indonesischen Soldaten.
Sein Nachfolger als FALINTIL-Kommandant wurde Nicolau dos Reis Lobato.

## Ehrungen
Am 20. Dezember 2006 wurde Carmo postum der Ordem de Dom Boaventura verliehen.